# Giovanni d'Anzi
Giovanni D'Anzi (Milão, 1º de janeiro 1906 – Santa Margherita Ligure, 15 de april 1974) foi um músico, cantor e compositor italiano.

## Biografía
Giovanni D'Anzi nasceu em Milão em 1906. Seu pai Antonio chegou a Milão da Puglia, trabalhando como inspetor da Birra Italia e pdepois como gerente de um restaurante. Sua irmã Maria estudou piano com um pianista cego, mestre Rusconi, que foi o primeiro a notar a sensibilidade de Giovanni.
Em 1935 escreveu letra e música para a famosa canção Oh mia bela Madunina, dedicada a Milão, sua cidade natal. A Madonnina é a estátua de ouro de Nossa Senhora colocada no topo da Catedral de Milão. Também escreveu Viale d'autunno, interpretado por Carla Boni e Flo Sandon's, que ficou em primeiro lugar no Festival de Sanremo de 1953.
Junto com Alfredo Bracchi formou um prolífico duo de autores musicais, ativos entre os anos trinta e cinquenta. Escreveram para o rádio, para a revista, para o cinema e muitas de suas canções viraram grande sucesso.
Nos anos '60, Giovanni D'Anzi retirou-se da atividade musical, mudando-se para a Ligúria em Santa Margherita Ligure, e se dedicou à pintura.

## Canções
- 1932 - Rumba paesana (texto de Alfredo Bracchi) (italiano)
- 1932 - Nustalgia de Milan (texto de Alfredo Bracchi) (milanes)
- 1934 - Cinemà, frenetica passion (texto de Alfredo Bracchi) (italiano)
- 1935 - Oh mia bela Madunina (texto de Giovanni D'Anzi) (milanes)
- 1937 - Bambina innamorata (texto de Alfredo Bracchi) (italiano)
- 1939 - Lassa Pur Ch'el Mund El Disa (texto de Alfredo Bracchi) (milanes)
- 1939 - I Tusann de Milan (texto de Alfredo Bracchi) (milanes)
- 1939 - Quand Sona i Campann (texto de Alfredo Bracchi) (milanes)
- 1940 - 'Duard, fa no el baûscia (testo di Alfredo Bracchi) (milanes)
- 1941 - La Gagarella del Biffi Scala (texto de Alfredo Bracchi) (milanes)
- 1941 - El Tumiami de Luret (testo di Alfredo Bracchi) (milanes)
- 1941 - Mattinata fiorentina (texto de Michele Galdieri) (italiano)
- 1941 - Tu non mi lascerai (texto de Michele Galdieri) (italiano)
- 1941 - Voglio vivere così (texto de Tito Manlio) (italiano)
- 1944 - Casetta mia (texto de Alfredo Bracchi) (italiano)
- 1948 - Malinconia d'amore (texto de Giovanni D'Anzi) (italiano)
- 1955 - Per Amôr del Ciel (texto de Alfredo Bracchi) (milanes)
- 1969 - Sentiss ciamà papà (texto de Alfredo Bracchi) (milanes)
- 1969 - El Biscella (texto de Alfredo Bracchi) (in milanes)
- 1977 - Quater Pass in Galleria (texto de Alfredo Bracchi) (in milanes)